# Syzygium fijiense
Syzygium fijiense là một loài thực vật thuộc họ Myrtaceae. Đây là loài đặc hữu của Fiji.